# Canino
Pour les articles homonymes, voir Canino (huile d'olive) et Bruno Canino.
Canino est une commune italienne de la province de Viterbe dans la région Latium, en Italie (it.).
Canino a été érigée en principauté par le Pape Pie VII pour Lucien Bonaparte qui est enterré dans la collégiale de Canino.

## Administration
| Période                                  | Période | Identité | Étiquette | Qualité |
| ---------------------------------------- | ------- | -------- | --------- | ------- |
|                                          |         |          |           |         |
| Les données manquantes sont à compléter. |         |          |           |         |

### Communes limitrophes
Cellere, Ischia di Castro, Manciano, Montalto di Castro, Tessennano, Tuscania

### Personnalités nées à Canino
- Stefano Colagè
- Giulia Farnèse
- Paul III